# Idioma wagiman
El wagiman (también escrito como wageman, wakiman, wogeman y wakaman) es una lengua aborigen australiana casi-extinta hablada por menos de 10 personas en la localidad de Pine Creek y sus alrededores, en la región de Katherine (Territorio del Norte).
El wagiman es notable dentro de la lingüística australiana por su complejo sistema de flexión verbal, que ha sido poco investigado, su sistema de posesión mediante un tipo de coverbo que tipológicamente es una rareza lingüística. Además posee uns predicados complejos y usa productivamente coverbos verbalizados.
Se cree que el wagiman se convertirá en una lengua extinta durante la primera mitad del siglo XXI, ya que la generación más joven de los wagiman no habla ya la lengua ancestral y entiende muy poco de ella.

## Lengua y hablantes

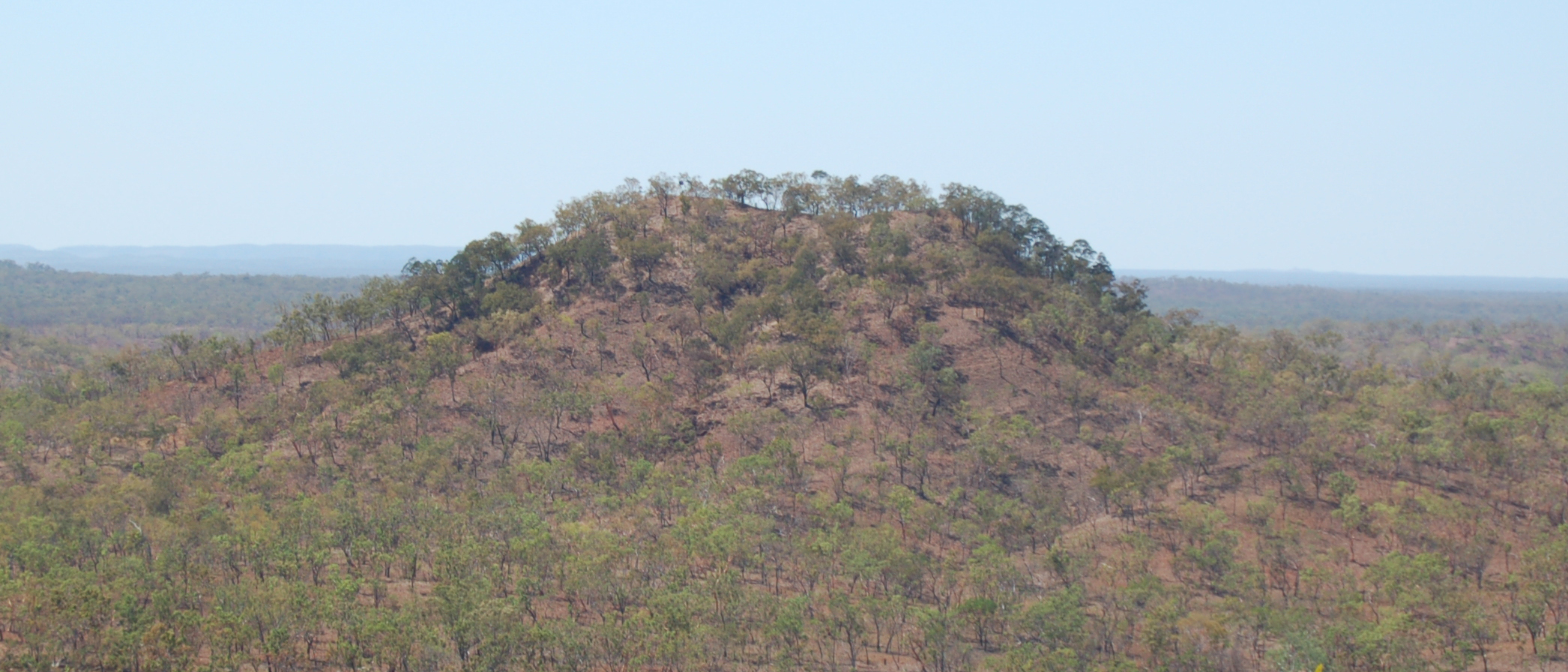
Jaben o "Frilled-Neck Lizard", uno de los lugares sagrados para los wagiman.

El wagiman se considera como una lengua aislada. Si bien durante algún tiempo se asumió que podía estar relacionado con las vecinas Lenguas gunwiñwanas, el debate ha seguido por algún tiempo y todavía la cuestión no está completamente decidida
El wagiman es la lengua ancestral del grupo étnico wagiman, de aborígenes australianos cuyas tierras tradicionales, antes de la colonización europea, se extendía por centenares de kilómetros cuadrados desde la Stuart Highway, a través de la cuenca del Daly medio, y a través del río Daly. Esta tierra es muy fértil y húmeda. En ella se encuentra un número de centros donde los wagiman solían trabajar, estos centros incluyen Claravale, Dorisvale, Jindare, Oolloo y Douglas.